# Oxid vanaditý
Oxid vanaditý (V2O3) je sloučenina trojmocného vanadu s kyslíkem. Přechodně vzniká z oxidu vanadičného při výrobě oxidu sírového katalyzovanou oxidací oxidu siřičitého.